# Дворний Іван Васильович
Дворний Іван Васильович (5 січня 1952 — 22 вересня 2015) — радянський баскетболіст.
Олімпійський чемпіон 1972 року.